# Emmanuel de Briey
Marie Camille Emmanuel de Briey (Seneffe, 26 juli 1862 - Ethe, 15 juli 1944) was een Belgisch politicus voor de Katholieke Partij. 

## Biografie

### Familie
Graaf De Briey, hoofdzakelijk met de voornaam Camille aangeduid, was een zoon van graaf Albert de Briey (1835-1876), diplomaat en volksvertegenwoordiger, en Alix Daminet (1839-1908). Hij was een kleinzoon van graaf Camille de Briey, diplomaat, industrieel, senator en minister, een neef van graaf Louis de Briey, volksvertegenwooriger, en een schoonbroer van graaf Charles de Broqueville, premier.
Hij trouwde in 1890 in Achêne met barones Marie d'Huart (1871-1963), dochter van graaf Alfred d'Huart, senator, provincieraadslid van Namen en burgemeester van Sovet, en kleindochter van de staatsmannen graaf Edouard d'Huart en Jules Malou. Ze kregen twee zoons en twee dochters.
- Geneviève de Briey (1892-1956), trouwde in 1914 in Ethe met baron Léon van Caloen (1883-1961), ambassaderaad, zoon van baron Albert van Caloen, advocaat, provincieraadslid van Oost-Vlaanderen en burgemeester van Loppem. Ze kregen een zoon, met afstammelingen tot heden.
- Albert de Briey (1893-1964), trouwde in 1926 in Assenois met Anne-Marie van den Corput (1907-1970), dochter van Fernand van den Corput, advocaat, volksvertegenwoordiger en gouverneur van Luxemburg. Ze kregen twee zoons en vier dochters, met afstammelingen tot heden.
- Thierry de Briey (1895-1945), nam deel aan de paardensport op de Olympische Zomerspelen van 1920, overleed in het concentratiekamp van Bergen-Belsen, trouwde in 1921 in Brussel met Simone Burnell (1900-1981). Ze kregen vier dochters, met afstammelingen tot heden.
- Anne-Marie de Briey (1897-1974), trouwde in 1921 in Ethe met Fernand d'Huart (1892-1986), industrieel en burgemeester van Longwy. Ze kregen drie zoons en een dochter, met afstammelingen tot heden.

Hij was een schoonbroer van graaf Albert d'Huart, advocaat, provincieraadslid van Namen, gemeenteraadslid van Sovet, volksvertegenwoordiger en senator.

### Loopbaan
De Briey promoveerde tot doctor in de rechten aan de Katholieke Universiteit Leuven (1885). Hij werd verkozen tot katholiek volksvertegenwoordiger voor het arrondissement Virton in 1888 en vervulde dit mandaat tot in 1894. Van 1902 tot 1932 was hij gouverneur van Luxemburg.
In het bedrijfsleven was hij:
- voorzitter van de Société d'électricité de la province de Luxembourg (Sodelux),
- bestuurder van Charbonnages de Haine-Saint-Pierre et La Hestre,
- bestuurder van de Banque générale du Luxembourg,
- bestuurder van Tramways de Buenos Aires.